# Libertas (Partei)
Libertas war eine europäische politische Partei, die den Vertrag von Lissabon ablehnte. Sie ging aus einer Bürgerinitiative hervor, die anlässlich des irischen Referendums über diesen Vertrag im Sommer 2008 stattfand. Gründer und Hauptfinanzier der Bürgerinitiative sowie Präsident der Partei war Declan Ganley. Anfang 2009 erfüllte Libertas kurzzeitig die Bedingungen zur Anerkennung als europäische Partei, allerdings wurde ihr der Status bereits wenig später wieder entzogen.
Bei der Europawahl 2009 trat Libertas in mehreren europäischen Ländern an und erreichte in Frankreich einen Sitz. Außerdem gehörte ihr ein weiteres Mitglied des Europäischen Parlaments an, das in Finnland gewählt wurde, allerdings nicht auf einer Liste von Libertas. Ende 2009 stellte die Partei ihre Tätigkeiten ein, ohne sich aber formell aufzulösen. 2010 wurde die Partei, die offiziell den Status einer Limited Company hatte, aufgelöst.

## Kampagne gegen den Vertrag von Lissabon in Irland
Libertas trat 2008 erstmals als Bürgerinitiative anlässlich des irischen Referendums über die Ratifizierung des Vertrags von Lissabon an die Öffentlichkeit. Am 12. März stellte Libertas eine Kampagne unter dem Slogan Facts, not politics („Fakten, keine Politik“) vor, in der sie für ein Nein in dem Referendum warb. Die Kampagne, für die Libertas nach eigenen Angaben etwa 1,5 Millionen Euro investierte, räumte ein, dass die Mitgliedschaft in der Europäischen Union vorteilhaft für Irland sei. Sie kritisierte jedoch, dass durch den Vertrag von Lissabon der irische Einfluss auf die Entscheidungen in der EU geschmälert würde, etwa da künftig nicht mehr jedes Land ein eigenes Mitglied der EU-Kommission stellen sollte. Außerdem warnte Libertas vor neuen Kompetenzen der EU, die etwa Irland durch den neuen Vertrag zu einer Erhöhung der Unternehmenssteuern zwingen könne. Obwohl diese Behauptungen von der EU-Kommission wie auch von der irischen Regierung als unwahr zurückgewiesen wurden, war die Kampagne von Libertas außerordentlich erfolgreich. Am 12. Juni 2008 wurde der Vertrag von Lissabon im Referendum von 53,4 % der Abstimmenden abgelehnt.
Im September 2008 stieß das Europäische Parlament allerdings eine Untersuchung der Finanzierung der Nein-Kampagne an, nachdem Hinweise auf Unregelmäßigkeiten daran erschienen waren. So soll die Tätigkeit von Libertas durch einen Kredit von Declan Ganley finanziert worden sein, der in seiner Höhe dem irischen Recht widerspräche. Außerdem wurden die Aktivitäten Ganleys mit dem amerikanischen Verteidigungsministerium – mit dem Ganleys Unternehmen Rivada Networks, das Militärtechnologie produziert, in Geschäftsverbindungen steht – sowie der CIA in Verbindung gebracht. Diese Vorwürfe wurden jedoch von Ganley ebenso wie John D. Negroponte, dem stellvertretenden US-Außenminister, zurückgewiesen und werden nun von den irischen Behörden überprüft (Stand: Februar 2009).

## Gründung als europäische politische Partei
Nach dem Nein im Referendum Mitte Juni kündigte Ganley am 15. Juli 2008 seinen Plan an, Libertas in eine politische Partei auf europäischer Ebene umzuwandeln und zur Europawahl 2009 anzutreten. Voraussetzung für die Gründung einer politischen Partei war es, Europaabgeordnete oder Abgeordnete in nationalen oder regionalen Parlamenten in mindestens sieben Mitgliedstaaten zu stellen. Im Januar 2009 besuchte Ganley Polen; außerdem kam es zu einem Gespräch zwischen ihm und dem europaskeptischen tschechischen Staatspräsidenten Václav Klaus, als dieser im November 2008 auf Staatsbesuch in Irland war. Letztlich konnte Libertas das Kriterium Anfang Februar 2009 erfüllen, als es die Parteimitgliedschaft des britischen Oberhausmitglieds David Alton (parteilos), der französischen Europaabgeordneten Philippe de Villiers und Paul-Marie Coûteaux (MPF), des griechischen Europaabgeordneten Georgios Georgiou (LAOS), des finnischen Parlamentsmitglieds Timo Soini (Peru-S), des estnischen Abgeordneten Igor Gräzin (RE), des bulgarischen Parlamentariers Mincho Hristov (parteilos) und des polnischen Regionalparlamentariers Cyprian Gutkowski (LPR) bekannt gab. Am 2. Februar 2009 wurde Libertas vom Präsidium des Europäischen Parlaments als europäische politische Partei anerkannt. Sie war damit die erste Europapartei, die nicht auf einer Infrastruktur nationaler Parteien beruhte, auch wenn sie später Bündnisse mit sogenannten affiliate parties schloss. Mit der Anerkennung stand Libertas auch eine Finanzierung von etwas über 200.000 Euro aus dem Haushalt der Europäischen Union zu. Libertas erklärte jedoch, dass sie die EU-Gelder nicht vor der Europawahl 2009 nutzen werde.
Bereits kurz nach der Gründung als europäische Partei stritten allerdings Igor Gräzin und wenig später auch Mincho Hristov öffentlich ab, dass sie ihre Einwilligung zu einem Beitritt zu Libertas gegeben hätten. Damit würde Libertas die Kriterien zur Gründung einer europäischen Partei nicht mehr erfüllen. EU-Parlamentspräsident Hans-Gert Pöttering leitete daher eine Untersuchung ein, ob Libertas dieser Status zu Unrecht zugeteilt wurde. Der Parteistatus wurde vorläufig suspendiert und später wegen der Einstellung der Aktivitäten von Libertas nicht wieder erteilt.

## Programm
Libertas selbst bezeichnete sich auf ihrer Homepage als eine pro-europäische Partei, die jedoch die aktuellen Strukturen der Europäischen Union und insbesondere den Vertrag von Lissabon als „undemokratisch“ ablehnte. Stattdessen forderte die deutsche Sektion von Libertas – ein gesamteuropäisches Programm der Partei existierte nicht – einen neuen EU-Grundlagenvertrag und nannte als weitere Ziele unter anderem Subsidiarität, Transparenz, Demokratie und Bürgernähe. Als konkrete Möglichkeiten zu deren Realisierung im Bereich der EU-Rechtsetzungsverfahren schlug Libertas Deutschland unter anderem vor, dass das Europäische Parlament künftig in allen Politikbereichen an der Gesetzgebung beteiligt sein sollte und zugleich EU-Gesetze im Rat der EU prinzipiell mit einer Mehrheit von drei Viertel der Staaten beschlossen werden sollte, die zugleich die Hälfte der EU-Bevölkerung ausmachen müsste. Zugleich sollten jeweils jährlich die nationalen Parlamente vorab ein von der Europäischen Kommission vorgeschlagenes „Gesetzgebungsprogramm“ für die europäischen Institutionen bewilligen. Letztlich sollte es damit den nationalen Parlamenten überlassen bleiben, ob sie EU-Vorgaben einen rechtlich bindenden Charakter geben; die EU hätte somit also keine allgemein verbindlichen supranationalen Richtlinien und Verordnungen mehr erlassen können.
Während die Partei in ihren offiziellen Verlautbarungen regelmäßig ihre grundsätzliche Zustimmung zur EU betonte, bezeichnen sich verschiedene bekannte Sympathisanten von Libertas, etwa der tschechische Europaabgeordnete Vladimir Zelezny, der im Januar 2009 als einer der ersten mittel- und osteuropäischen Parlamentarier seine Bereitschaft zu einer Libertas-Mitgliedschaft erklärte, selbst als „europaskeptisch“. Auch die Anfang Februar 2009 vorgestellten Parteimitglieder waren großteils als rechtskonservative Europakritiker bekannt; so gehörten die drei Europaparlamentarier de Villiers, Couteaux und Georgiou der europaskeptischen Europaparlamentsfraktion Unabhängigkeit und Demokratie an.

## Europawahl 2009
Libertas wollte zur Europawahl 2009 erstmals europaweit zur Wahl antreten, erfüllte aber in zahlreichen Ländern nicht die Voraussetzungen zur Wahlteilnahme. Deswegen begann sie, Wahlbündnisse mit kleinen nationalen Parteien (sogenannte affiliate parties) zu schließen, die mit ihrem Namen Wahlkampf betreiben durften. So trat Libertas in Spanien in einem Bündnis mit der katalanischen Partei Ciudadanos und in Deutschland mit der christlich-konservativen AUF-Partei an. In einigen Ländern, etwa Tschechien, Irland, den Niederlanden und Schweden, trat Libertas dagegen selbst an. Erfolgreich war sie letztlich jedoch nur in Frankreich, wo unter der Bezeichnung Libertas ein Bündnis der Parteien MPF und CPNT antrat und einen Sitz für Philippe de Villiers gewann. Außerdem wurde in Finnland Timo Soini gewählt, der ebenfalls Mitglied von Libertas ist. Er war allerdings nicht auf einer Liste unter der Bezeichnung Libertas angetreten, sondern als Spitzenkandidat seiner nationalen Partei Wahre Finnen. Sowohl de Villiers als auch Soini schlossen sich der Fraktion Europa der Freiheit und der Demokratie an.
Ergebnisse der Parteien und Listen, die für Libertas antraten:
| Land                   | Listenname                                    | Stimmanteil      | Sitze            |
| ---------------------- | --------------------------------------------- | ---------------- | ---------------- |
| Litauen                | Tautos prisikėlimo partija                    | 1,04 %           | -                |
| Lettland               | Libertas Lettland (Liste)                     | 4,30 %           | -                |
| Griechenland           | Komma Fileleftheron                           | 0,13 %           | -                |
| Deutschland            | AUF                                           | 0,14 %           | -                |
| Tschechien             | Libertas Tschechien (mit ND)                  | 0,94 %           |                  |
| Italien                | Polo dell'Autonomia (mit PP, MpA, La Destra)  | 2,22 %           | -                |
| Niederlande            | Libertas Niederlande                          | 0,32 %           | -                |
| Irland                 | Libertas Irland                               | 5,45 %           | -                |
| Schweden               | Libertas Schweden                             | nicht angetreten | nicht angetreten |
| Estland                | Libertas Estland                              | 0,56 %           | -                |
| Polen                  | Libertas Polen (mit LPR, PSL Piast u. a.)     | 1,14 %           | -                |
| Vereinigtes Königreich | Pro-Democracy:Libertas.eu                     | 0,5 %            | -                |
| Frankreich             | Libertas Frankreich (Liste mit MPF u. a.)     | 4,80 %           | 1                |
| Spanien                | Libertas Spanien (Liste mit Ciudadanos u. a.) | 0,15 %           | -                |

## Einstellung der Aktivitäten
Nachdem die Iren in einem zweiten Referendum mit Zweidrittelmehrheit dem Vertrag von Lissabon zustimmten, gab es keine weitere parteipolitische Zusammenarbeit mehr. Die Partei Libertas hat sich zwar nicht offiziell aufgelöst, tritt aber auch nicht mehr in Erscheinung. Die zugehörigen Webseiten existieren mittlerweile nicht mehr.